# Einar Selvik

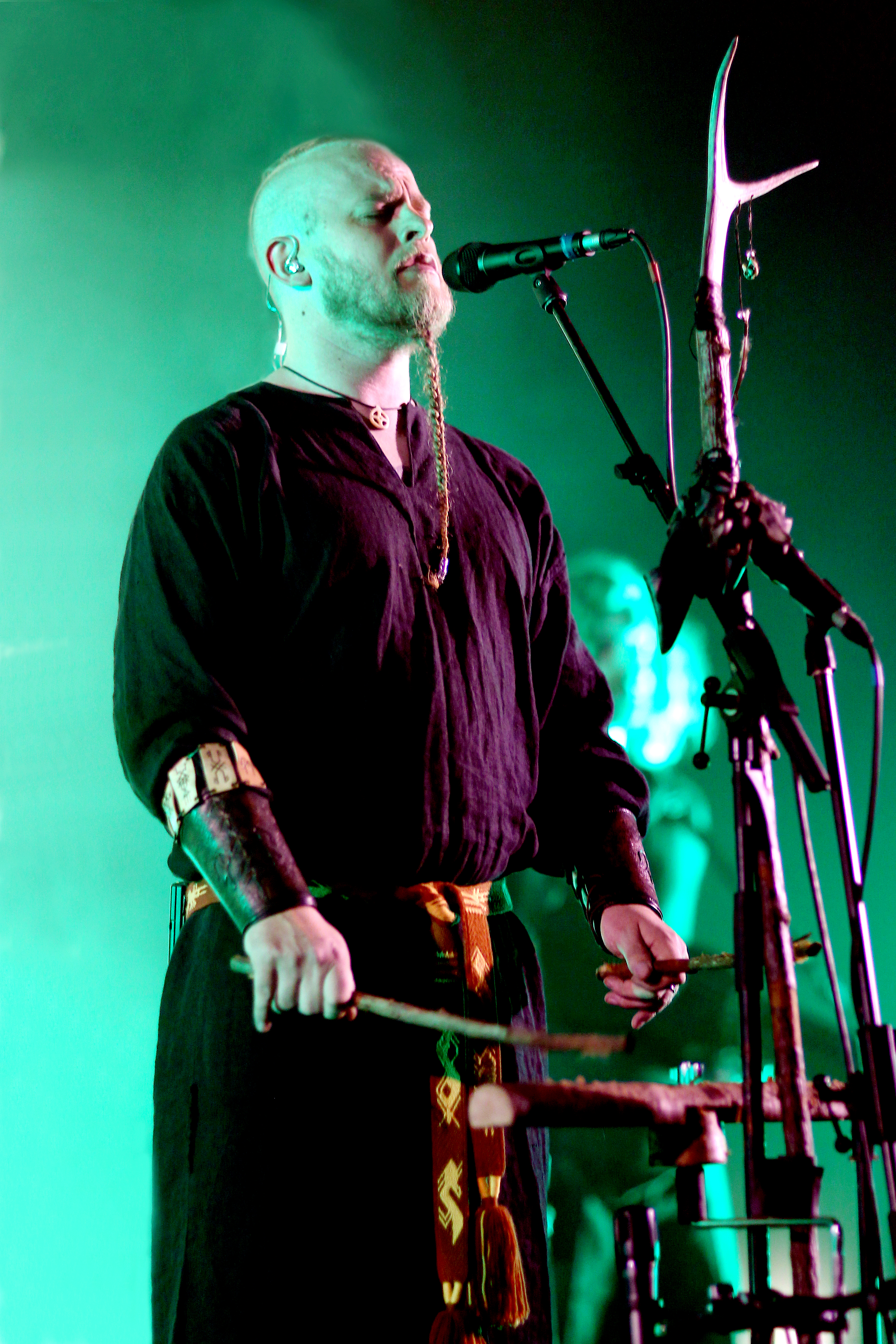
Einar Selvik live mit Wardruna 2018

Einar Selvik (* 18. November 1979 in Bergen, Norwegen) ist bekannt als ehemaliger Drummer der Black-Metal-Band Gorgoroth (2002–2004) und gründete 2003 die Nordic-Folk-Gruppe Wardruna. 2016 kollaborierte er mit Ivar Bjørnson von Enslaved  und veröffentlichte deren erstes Album Skuggsjá zur Feier des 200. Jahrestages der norwegischen Verfassung. Des Weiteren produziert er zusammen mit Trevor Morris Musik für die Fernsehserie Vikings und arbeitete an dem Soundtrack für das Videospiel Assassin’s Creed Valhalla.

## Leben
Einar Selvik fing schon als Kind an, Schlagzeug zu spielen. Als Jugendlicher begann er sich dann für die nordische Mythologie und die Runen zu interessieren.
Selvik ist ein Anhänger des Animismus: „Ich bin ein starker Befürworter der individuellen Verantwortung. Niemand ist für meine Sünden gestorben. Dies ist ein leicht heidnisches Gedankengut: Die Götter helfen denen, die sich selbst helfen. Es spiegelt wider, dass du dein eigener Gott bist, dass es deine Verantwortung ist, wie du dich verhältst, was du in dieser Welt beiträgst.“
Des Weiteren ist der norwegische Künstler an altnordischer Literatur und der Skaldendichtung interessiert, welche auch seine Musik beeinflussen.
Er lebt mit seiner Familie in Bergen.

## Musikalische Karriere

### 1995–2002: Erste Bands wie Mortify und Bak de Syv Fjell
Bereits als Jugendlicher spielte Selvik in diversen Metal-Bands. Speziell die 1997 veröffentlichte EP From Haavardtstun von Bak de Syv Fjell, auf der er als Schlagzeuger mitwirkte, zeichnet sich bereits durch zahlreiche Nordic-Folk-Einflüsse aus.

### 2002–2004: Gorgoroth
Unter dem Namen Kvitravn war Einar Selvik als Drummer bei Gorgoroth bekannt und spielte dort zusammen mit Gaahl, welcher später auch ein Mitglied von Wardruna werden sollte. Selvik hatte keine persönliche Beziehung zu dieser Musik, und schon damals hatte er die Vision eines Projektes wie Wardruna.

### Ab 2003: Wardruna
Einar Selvik gründete die Nordic-Folk-Band Wardruna. Das Musikprojekt soll die nordgermanische Religion und die Weisheit der Runen wiedererwecken. In der Album Trilogie „Runaljod“ (2009–2016) werden die 24 Runen des älteren Futharks musikalisch wiedergegeben. Im Jahr 2018 veröffentlichte Wardruna das Album „Skald“, eine Sammlung von skaldischen Liedern. Das fünfte Album von Wardruna „Kvitravn“ (weißer Rabe) wurde 2021 veröffentlicht und ist laut Selvik sein bis jetzt persönlichstes Album. Kvitravn erreichte einen Platz 2 in den offiziellen Album-Charts in Deutschland und in der Schweiz sowie Platz 1 in Österreich.
Da die Musik von Einar Selvik und Wardruna in der international bekannten Fernsehserie Vikings zu hören ist, stieg die Popularität von Wardruna seit dem stark an. Infolgedessen erlebt die Musikrichtung Pagan-Folk seit den 2010er Jahren eine Wiederauflebung. Dadurch erlangten auch andere Musikgruppen wie Heilung, Faun und Forndom einen erhöhten Bekanntheitsgrad.

### 2020: League of Legends
Einar Selvik sang in dem von Austin Wintory komponierten Musikthema des Charakters "Volibear" für das Spiel League of Legends.

### 2020: Assassin’s Creed Valhalla
Zusammen mit Jesper Kyd und Sarah Schachner komponierte Einar Selvik den Soundtrack für das Computerspiel Assassin’s Creed Valhalla.